# Station Leerdam Broekgraaf
Station Leerdam Broekgraaf (voorheen: Leerdam West) was een gepland spoorwegstation aan de MerwedeLingelijn in de Utrechtse stad Leerdam. Het station zou komen te liggen tussen de stations Leerdam en Arkel. Qbuzz rijdt op deze lijn, op het traject Geldermalsen - Dordrecht, met Stadler GTW’s. In 2017 is besloten om af te zien van de bouw van dit station.

## Locatie
De locatie voor het station Leerdam Broekgraaf is na afronding van de ontwerpfase op verzoek van de gemeente gewijzigd. Op basis van een nieuwe studie voor de toekomstige stationsomgeving zou het perron van Leerdam Broekgraaf 200 meter verschuiven en links komen te liggen van de nieuwe ontsluitingsweg. De gemeente zou het voorplein integraal met de woonwijk ontwikkelen. Om het landelijke karakter van de omgeving terug te laten komen in de stationslocatie, is langs het water een aantal knotwilgen gepland.

## Sociale veiligheid
Het zicht op het station zou worden geoptimaliseerd om een groter gevoel van sociale veiligheid te creëren. De boerderijen aan de noordzijde van het spoor zorgen voor een natuurlijk toezicht op de halte. Het hoger gelegen perron zou vanaf het gehele voorplein en de parkeerplaats goed zichtbaar zijn.

## Voorplein
In verband met ontwikkelingsplannen zou de omvang van voorplein beperkt blijven, maar er is in het ontwerp rekening gehouden met uitbreidingsmogelijkheden. Het station zou toegankelijk zijn via een brug over het water. Op het voorplein zouden een informatiezuil en ticketautomaat centraal opgesteld worden. Door kleuraccenten in de bestrating zou onderscheid tussen voetgangers- en verkeersruimte worden gemarkeerd. Het voorplein zou een rechthoekig groenelement met bomen krijgen die ook als zitplek konden dienen.
0: Elst ·
1: Vork ·
6: Valburg ·
11: Zetten-Andelst ·
15: Hemmen-Dodewaard ·
17: Opheusden ·
21: Kesteren ·
25: Schaapsteeg ·
27: Echteld ·
33: Tiel ·
35: Tiel Passewaaij ·
37: Wadenoijen ·
41: Utrechtsche Straatweg ·
45: Geldermalsen ·
51: Beesd ·
55: Rhenoy ·
58: Leerdam ·
66: Arkel ·
Gorinchem Noord ·
71: Gorinchem ·
73: Schelluinen ·
75: Giessen-Nieuwkerk ·
77: Boven Hardinxveld ·
78: Hardinxveld-Giessendam (1885) ·
79: Hardinxveld-Giessendam (1957) ·
80: Gasfabriek ·
Hardinxveld Blauwe Zoom ·
84: Sliedrecht ·
87: Sliedrecht Baanhoek ·
90: 't Visschertje ·
91: Dordrecht Stadspolders ·
94: Dordrecht